# Зигфрид
 Тази статия е за операта на Рихард Вагнер.  За героя вижте Сигурд.  
„Зигфрид“ (на немски: Siegfried) е опера на германския композитор Рихард Вагнер, поставена за пръв път на 16 август 1876 година в Байройт.
Тя е третата от четирите части на цикъла „Пръстенът на нибелунга“, като композирането ѝ започва още през 1856 година. В центъра на сюжета, базиран на скандинавската митология, е историята на героя Зигфрид, който убива дракона Фафнир, открива прокълнатия пръстен на нибелунга, и се влюбва в Брунхилда.